# Шесть (фильм, 2004)
«Шесть» (англ. Six: The Mark Unleashed) — американский фильм 2004 года режиссёра Кевина Даунса, рассказывающий о последних днях перед Армагеддоном.

## Сюжет
В ближайшем будущем Землёй правит жестокий диктатор. Все религии и партии запрещены. Каждому человеку имплантирован специальный чип, при помощи которого полиция контролирует не только каждый шаг, но и память. Неповиновение карается смертью. Броди Саттон и Джерри Уиллис — два друга, промышляющих кражей автомобилей и хакерством, которым дорога их свобода. Том Ньюман — бывший полицейский, а ныне дилер на чёрном рынке, которому дорога его память. Они одни из последних людей, которым пока ещё удаётся избежать клеймения.
Когда после кражи очередного автомобиля Броди и Джерри приезжают к своему сбытчику, оказывается, что тот решился на вживление чипа. Предательски сданные полицейским, друзья были помещены в тюрьму, чтобы либо позволить вживление чипа, либо быть казнёнными. При встрече со своим сообщником Далласом Том также был схвачен полицией. Его разыскали специально — как бывшему заслуженному полицейскому, но ещё не клеймённому, Тому предлагают внедриться в группу христиан и убить их главного предводителя Элайджи. Под страшными пытками Том вынужден согласиться, и его подселяют в камеру к проповеднику Люку, чтобы они вместе сбежали из тюрьмы и Люк отвёл Тома к Элайджи. Но Люк не желает бежать — он приобщает к Богу местных заключённых. В соседней камере сидят Броди и Джерри, и Джерри принимает христианскую веру. Тогда Том предлагает бежать вместе с ним Броди и Джерри.
Сбежав из тюрьмы, Том, Броди и Джерри попадают к христианам, которые соглашаются отвести их к Элайджи. За Томом следят полицейские. Во время пути Том узнаёт, что все чипы контролируются одним большим суперкомпьютером, и если добраться до одного из правительственных компьютерных терминалов, то возможно удастся взломать всю систему. Том захватывает преследователей-полицейских и заставляет их отвести свою компанию к такому компьютерному терминалу. Все они попадают в правительственный штаб, но при попытке взлома компьютерной системы оказываются схваченными. Вдруг сверхъестественным образом появляется один из лидеров христиан Элайджи и освобождает Тома, Броди и Джерри. Он отводит их в лесной лагерь христиан последнего времени.
Поскольку Том и Броди не желают принять христианскую веру, они решают покинуть лагерь. Джерри-христианин остаётся. Когда на дороге Том и Броди решают разойтись в разные стороны и прощаются, их хватает полиция. Тома и Броди пытают. Том делает выбор в сторону Любви (Бога) и его казнят, на глазах у бывшей жены. Броди подчиняется правительству, о чём в итоге жалеет («Я сделал выбор. Неправильный»). Фильм заканчивается показанными словами Иисуса "Я иду к вам...". Вероятно это означает что скоро Иисус уже начинает спасать людей.

## В ролях
| Актёр                                 | Роль          |
| ------------------------------------- | ------------- |
| Стивен Болдуин                        | Люк           |
| Дэвид А.Р. Уайт (в титрах Дэвид Уайт) | Броди Саттон  |
| Кевин Даунс                           | Джерри Уиллис |
| Джеффри Дин Морган                    | Том Ньюман    |
| Эрик Робертс                          | Даллас        |
| Косимо Майкл                          | Элайджи       |

## Номинации
Golden Trailer Awards — 2003
- Номинация «Лучший трейлер», за трейлер к фильму[1].